# Pensol
Pensol (Pansòu en occitan) est une commune française située dans le département de la Haute-Vienne, en région Nouvelle-Aquitaine.
Elle est intégrée au parc naturel régional Périgord-Limousin.

## Géographie

### Localisation
La commune de Pensol a une superficie de 15 km2. La plus grande ville la plus proche est Limoges qui est située à 43 km au nord-est.
Le territoire de la commune est limitrophe de ceux de cinq communes, dont trois dans le département de la Dordogne :
| Marval                       |                                   | La Chapelle-Montbrandeix |
|                              | Pensol                            | Mialet (Dordogne)        |
| Abjat-sur-Bandiat (Dordogne) | Saint-Saud-Lacoussière (Dordogne) |                          |

### Climat
Pour des articles plus généraux, voir Climat de la Nouvelle-Aquitaine et Climat de la Haute-Vienne.
Historiquement, la commune est exposée à un climat océanique limousin.  
En 2020, Météo-France publie une typologie des climats de la France métropolitaine dans laquelle la commune est exposée à un climat océanique altéré et est dans une zone de transition entre les régions climatiques « Poitou-Charentes » et « Ouest et nord-ouest du Massif Central »0.
Pour la période 1971-2000, la température annuelle moyenne est de 11,9 °C, avec une amplitude thermique annuelle de 14,5 °C. Le cumul annuel moyen de précipitations est de 1 116 mm, avec 13,8 jours de précipitations en janvier et 8 jours en juillet. Pour la période 1991-2020, la température moyenne annuelle observée sur la station météorologique la plus proche, située sur la commune de Châlus à 13 km à vol d'oiseau, est de 11,8 °C et le cumul annuel moyen de précipitations est de 1 159,6 mm,. Pour l'avenir, les paramètres climatiques de la commune estimés pour 2050 selon différents scénarios d’émission de gaz à effet de serre sont consultables sur un site dédié publié par Météo-France en novembre 2022.

### Milieux naturels et biodiversité

#### Espace protégé et géré
La commune fait partie de la Réserve de biosphère du bassin de la Dordogne.

#### Zones naturelles d'intérêt écologique, faunistique et floristique
La commune présente trois zones naturelles d'intérêt écologique, faunistique et floristique (ZNIEFF) de type I.
- Étang de Ballerand et cours d'eau amont du Bandiat. Le Bandiat et le Gamoret abritent des moules perlières[10].
- La tourbière de Masserembert[11].
- Les landes et prairies humides du Theillaud et des Tuileries. La lande des Tuileries se trouve le long de la route  des Trois Cerisiers et les zones humides du Theillaud le long du Bandiat. On y trouve, entre autres drosera intermedia et le crapaud calamite[12].

## Urbanisme

### Typologie
Au 1er janvier 2024, Pensol est catégorisée commune rurale à habitat très dispersé, selon la nouvelle grille communale de densité à sept niveaux définie par l'Insee en 2022.
Elle est située hors unité urbaine et hors attraction des villes,.

### Occupation des sols
L'occupation des sols de la commune, telle qu'elle ressort de la base de données européenne d’occupation biophysique des sols Corine Land Cover (CLC), est marquée par l'importance des territoires agricoles (65,3 % en 2018), en augmentation par rapport à 1990 (49,8 %). La répartition détaillée en 2018 est la suivante : 
forêts (34,7 %), prairies (33,8 %), zones agricoles hétérogènes (29,1 %), terres arables (2,4 %). L'évolution de l’occupation des sols de la commune et de ses infrastructures peut être observée sur les différentes représentations cartographiques du territoire : la carte de Cassini (XVIIIe siècle), la carte d'état-major (1820-1866) et les cartes ou photos aériennes de l'IGN pour la période actuelle (1950 à aujourd'hui).

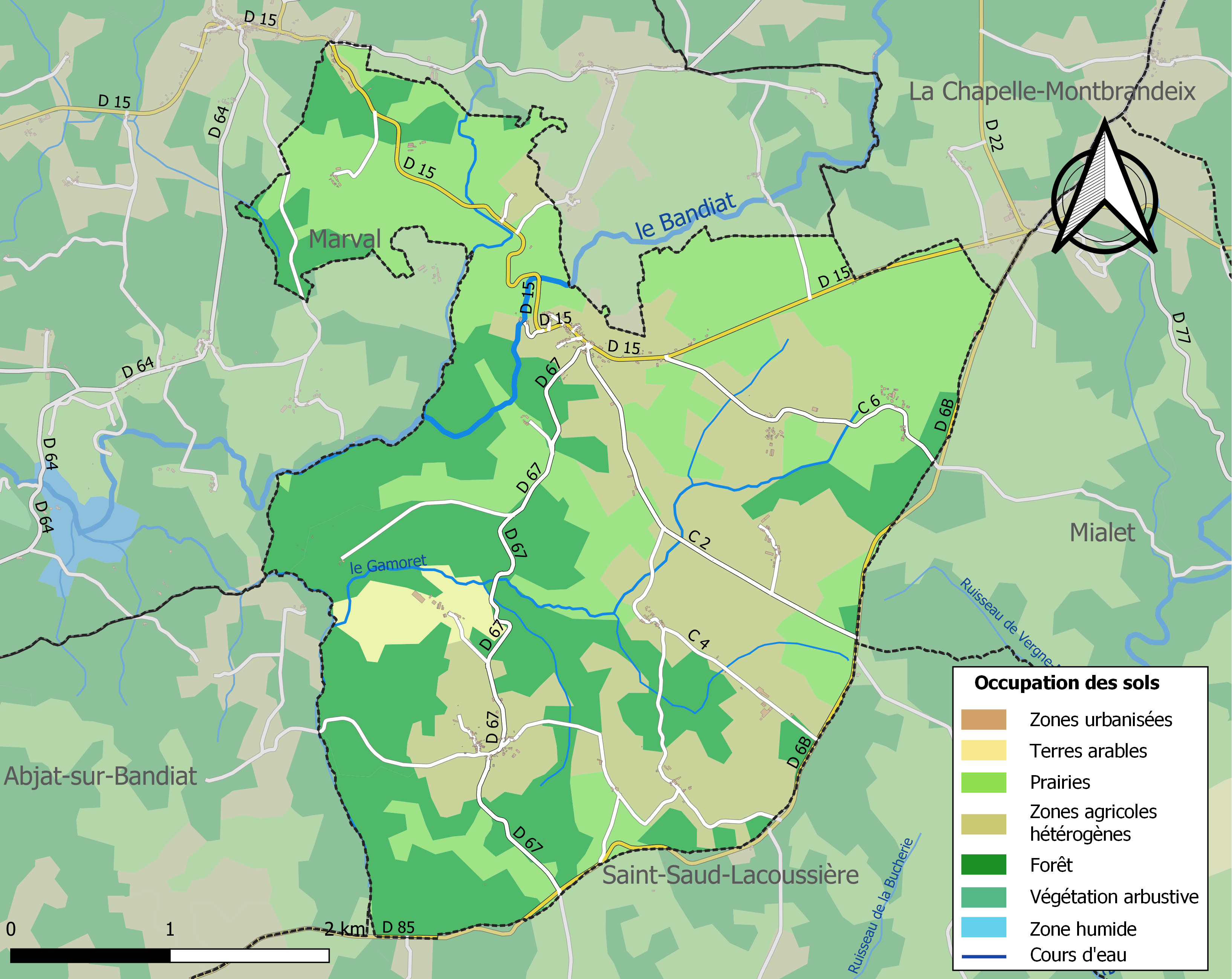
Carte des infrastructures et de l'occupation des sols de la commune en 2018 (CLC).

### Risques naturels et technologiques
Le territoire de la commune de Pensol est vulnérable à différents aléas naturels : météorologiques (tempête, orage, neige, grand froid, canicule ou sécheresse) et séisme (sismicité faible). Il est également exposé à un risque particulier : le risque de radon. Un site publié par le BRGM permet d'évaluer simplement et rapidement les risques d'un bien localisé soit par son adresse soit par le numéro de sa parcelle.

#### Risques naturels

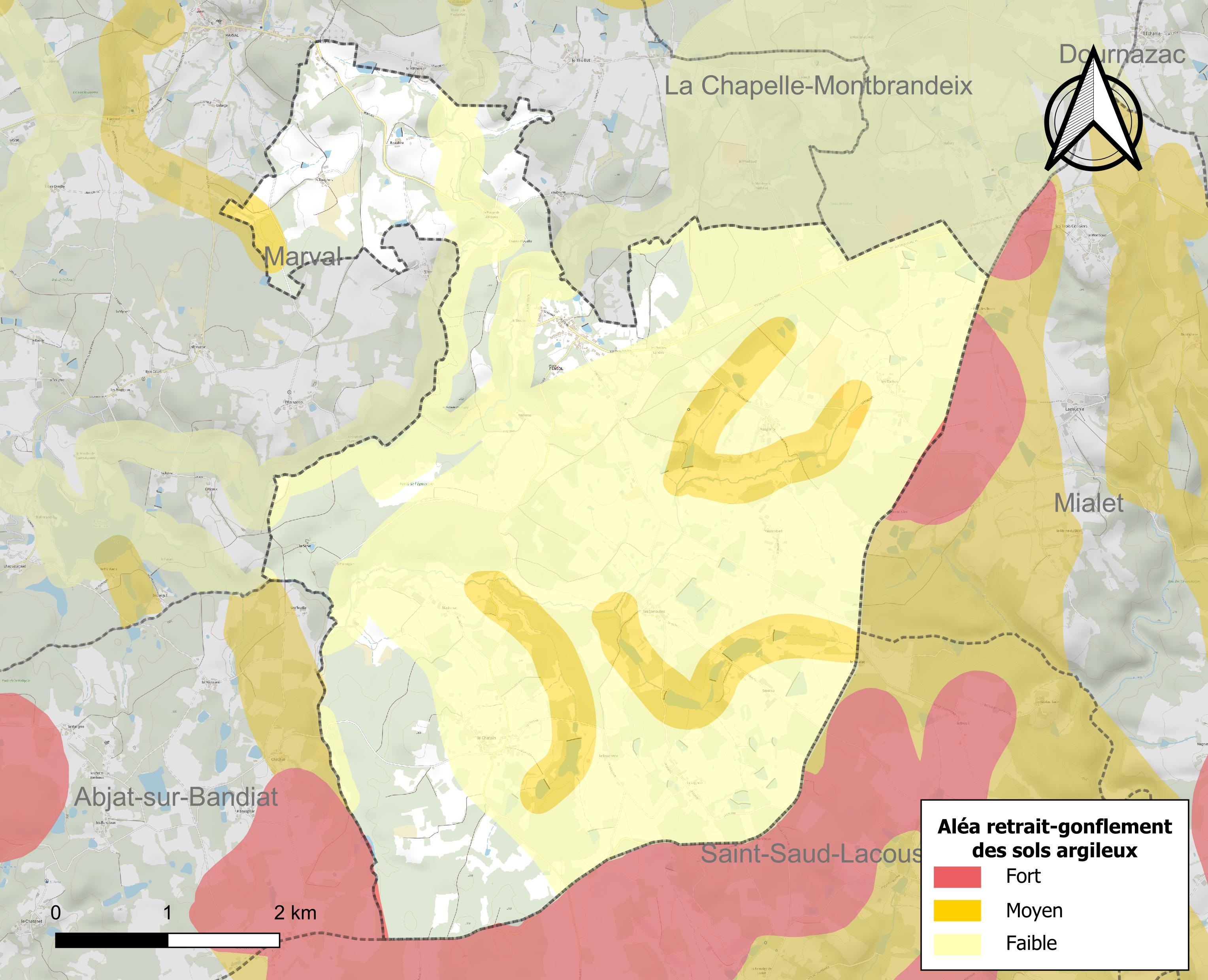
Carte des zones d'aléa retrait-gonflement des sols argileux de Pensol.

Le retrait-gonflement des sols argileux est susceptible d'engendrer des dommages importants aux bâtiments en cas d’alternance de périodes de sécheresse et de pluie. 12,4 % de la superficie communale est en aléa moyen ou fort (27 % au niveau départemental et 48,5 % au niveau national métropolitain). Depuis le 1er octobre 2020, en application de la loi ÉLAN, différentes contraintes s'imposent aux vendeurs, maîtres d'ouvrages ou constructeurs de biens situés dans une zone classée en aléa moyen ou fort,.
La commune a été reconnue en état de catastrophe naturelle au titre des dommages causés par les inondations et coulées de boue survenues en 1982 et 1999 et par des mouvements de terrain en 1999.

#### Risque particulier
Dans plusieurs parties du territoire national, le radon, accumulé dans certains logements ou autres locaux, peut constituer une source significative d’exposition de la population aux rayonnements ionisants. Selon la classification de 2018, la commune de Pensol est classée en zone 3, à savoir zone à potentiel radon significatif.

## Politique et administration
| Période                                  | Période   | Identité            | Étiquette | Qualité |
| ---------------------------------------- | --------- | ------------------- | --------- | ------- |
| Les données manquantes sont à compléter. |           |                     |           |         |
|                                          |           |                     |           |         |
| mars 2001                                | 2008      | Paul Gondois        |           |         |
| mars 2008                                |           | Raymond Huguenot    |           |         |
| mars 2014                                | mars 2016 | Daniel Gaillard     |           |         |
| 2016                                     | mai 2020  | Paul Daniel Brachet |           |         |
| mai 2020                                 | En cours  | Bertrand Jayat      |           |         |

## Population et société

### Démographie
L'évolution du nombre d'habitants est connue à travers les recensements de la population effectués dans la commune depuis 1793. Pour les communes de moins de 10 000 habitants, une enquête de recensement portant sur toute la population est réalisée tous les cinq ans, les populations de référence des années intermédiaires étant quant à elles estimées par interpolation ou extrapolation. Pour la commune, le premier recensement exhaustif entrant dans le cadre du nouveau dispositif a été réalisé en 2008.

En 2022, la commune comptait 179 habitants, en évolution de −3,24 % par rapport à 2016 (Haute-Vienne : −0,68 %, France hors Mayotte : +2,11 %).
| 1793 | 1800 | 1806 | 1821 | 1831 | 1836 | 1841 | 1846 | 1851 |
| ---- | ---- | ---- | ---- | ---- | ---- | ---- | ---- | ---- |
| 402  | 484  | 481  | 539  | 514  | 540  | 600  | 648  | 593  |

| 1856 | 1861 | 1866 | 1872 | 1876 | 1881 | 1886 | 1891 | 1896 |
| ---- | ---- | ---- | ---- | ---- | ---- | ---- | ---- | ---- |
| 583  | 511  | 545  | 540  | 646  | 614  | 685  | 671  | 725  |

| 1901 | 1906 | 1911 | 1921 | 1926 | 1931 | 1936 | 1946 | 1954 |
| ---- | ---- | ---- | ---- | ---- | ---- | ---- | ---- | ---- |
| 728  | 703  | 718  | 555  | 531  | 481  | 445  | 393  | 363  |

| 1962 | 1968 | 1975 | 1982 | 1990 | 1999 | 2006 | 2008 | 2013 |
| ---- | ---- | ---- | ---- | ---- | ---- | ---- | ---- | ---- |
| 312  | 260  | 237  | 225  | 220  | 177  | 182  | 184  | 184  |

| 2018 | 2022 | - | - | - | - | - | - | - |
| ---- | ---- | - | - | - | - | - | - | - |
| 175  | 179  | - | - | - | - | - | - | - |

### Sports et loisirs

#### Sentier de grande randonnée
Le GR 4 qui va de Royan à Grasse traverse la commune. Il est commun avec le GR 654, chemin de Saint-Jacques (voie de Vézelay).

## Culture locale et patrimoine

### Lieux et monuments
- L'église Saint-Cloud de Pensol, romane et gothique.

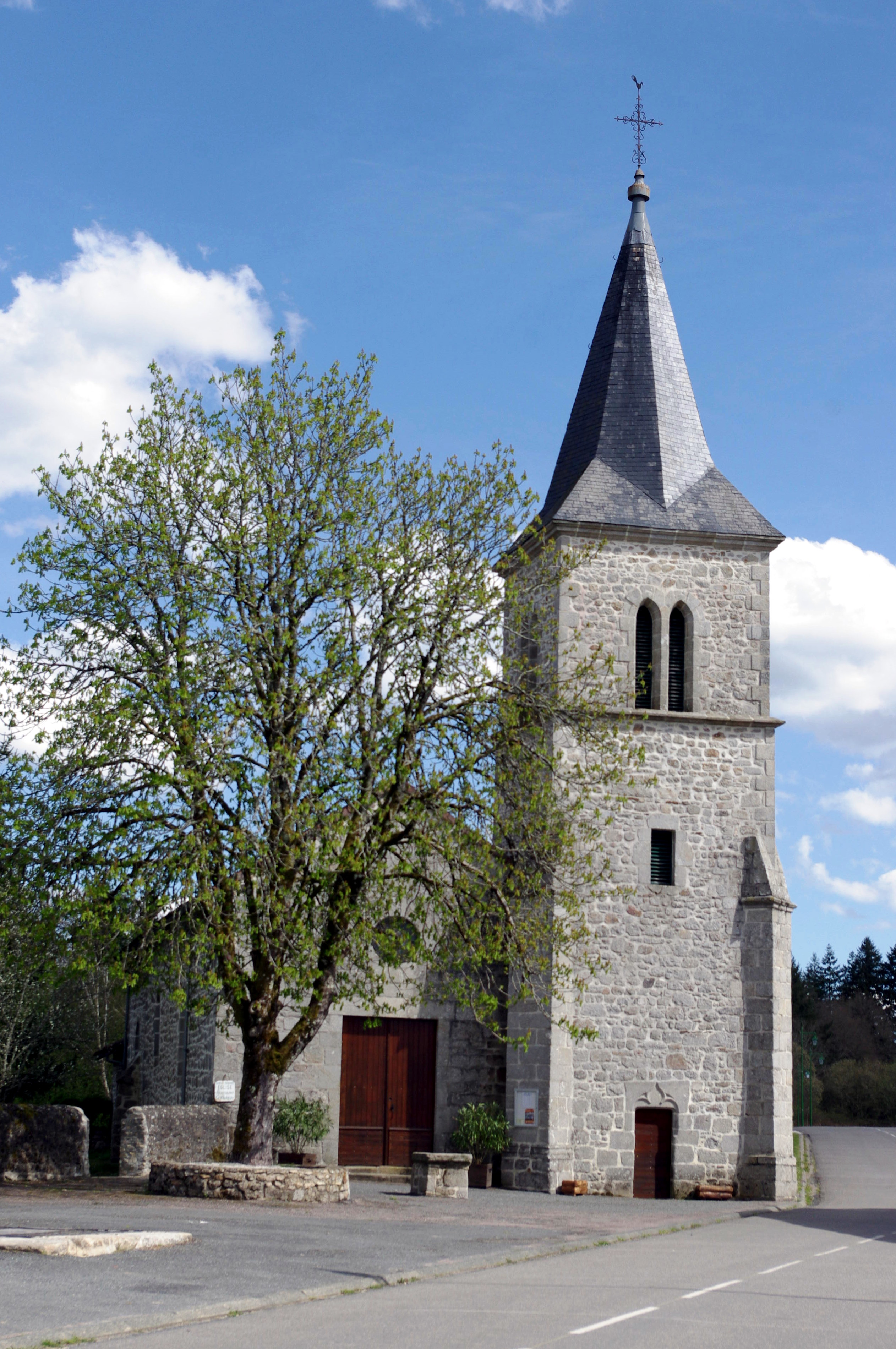
L'église de Pensol.
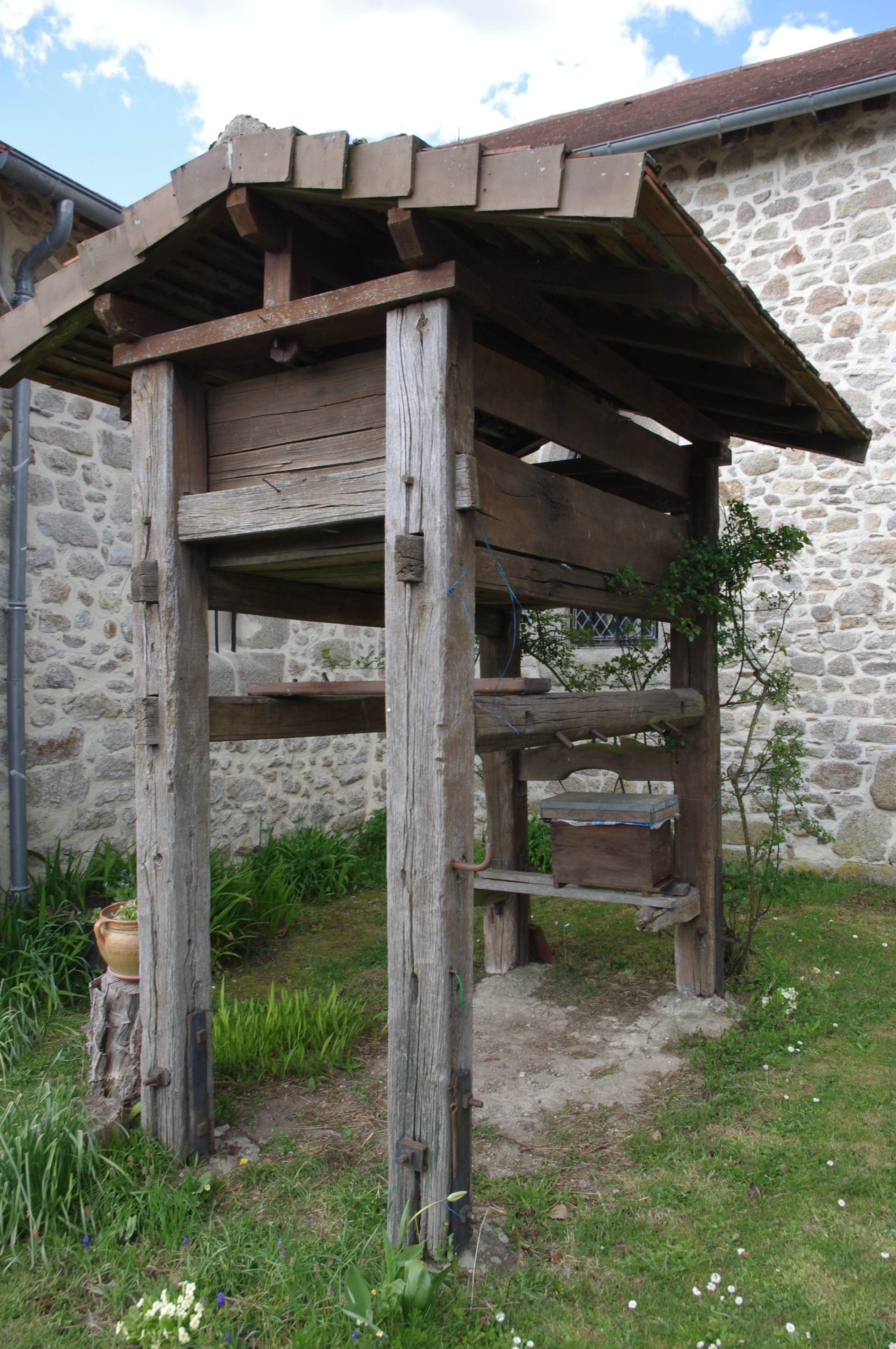
Le travail à ferrer à côté de l'église.
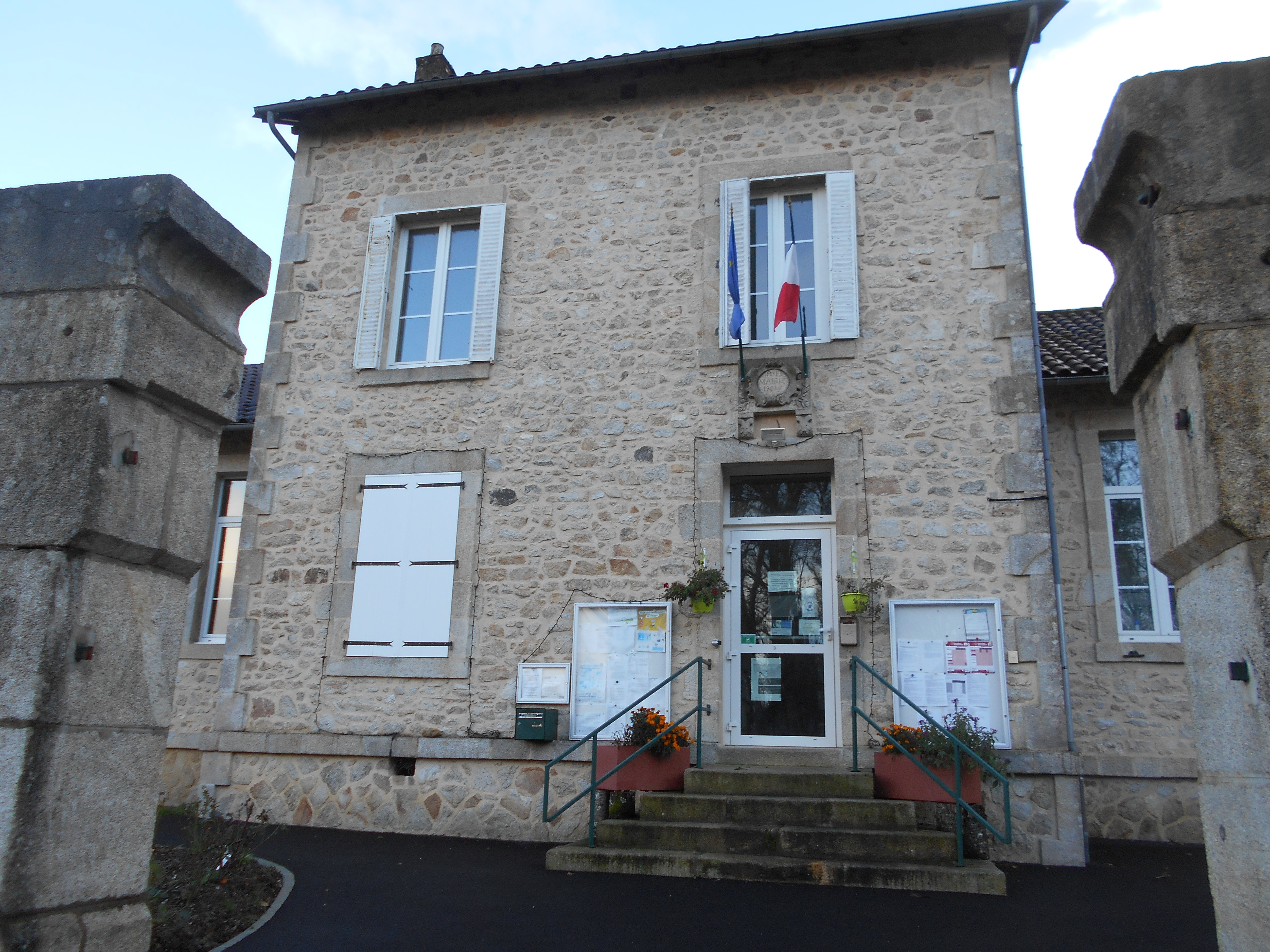
La mairie.

### Héraldique
|  | Les armes de la commune se blasonnent ainsi : De sinople à l’écusson cousu d’azur aux deux chevrons d’or accompagné de trois besants d’argent. |

## Pour approfondir